# Fernando de Austria (príncipe de Asturias)
Fernando de Austria (4 de diciembre de 1571–18 de octubre de 1578) fue un príncipe de Asturias, hijo mayor del rey Felipe II de España y su cuarta esposa, Ana de Austria.

## Biografía
Nació en el Alcázar de Madrid y fue bautizado el 16 de diciembre en la vecina iglesia de San Gil, por el cardenal don Diego de Espinosa, obispo de Sigüenza y presidente del Consejo de Castilla. Fueron sus padrinos su tía paterna, Juana de Austria y su tío materno, el archiduque Wenceslao.
El 31 de mayo de 1573 fue jurado como príncipe de Asturias en el monasterio de San Jerónimo, ya que el título había quedado vacante con la muerte de su medio hermano Carlos fallecido en 1568. La enfermedad y muerte de su primogénito había sido motivo de gran preocupación para Felipe, que solo tenía dos hijas de su tercer matrimonio. Para agradecer a Dios el nacimiento del ansiado varón, Felipe otorgó la libertad a numerosos prisioneros.
Después de Fernando, nacerían cuatro hijos más; Carlos Lorenzo en 1573, Diego en 1575, Felipe en 1578 y María en 1580. Debido a los compromisos de sus padres y las costumbres de la época, los niños vivían distanciados de sus padres. Además, es posible que conscientes de la alta tasa de mortalidad infantil habitual en esos tiempos, Felipe y Ana pudieran temer crear vínculos afectivos muy estrechos con sus hijos pequeños, solo para verlos morir luego, dejándolos devastados.
Aunque la leyenda negra lo presentó como un hombre frío, en realidad era un padre cariñoso. Compraba muñecas, juguetes y miniaturas para sus hijos y durante su estancia en Portugal de 1581 a 1582, escribió cartas regularmente a sus hijas mayores que aun se conservan preguntándoles por su salud y educación. Cuando regresó de Portugal, trajo muchos dulces y mermeladas para ellos.

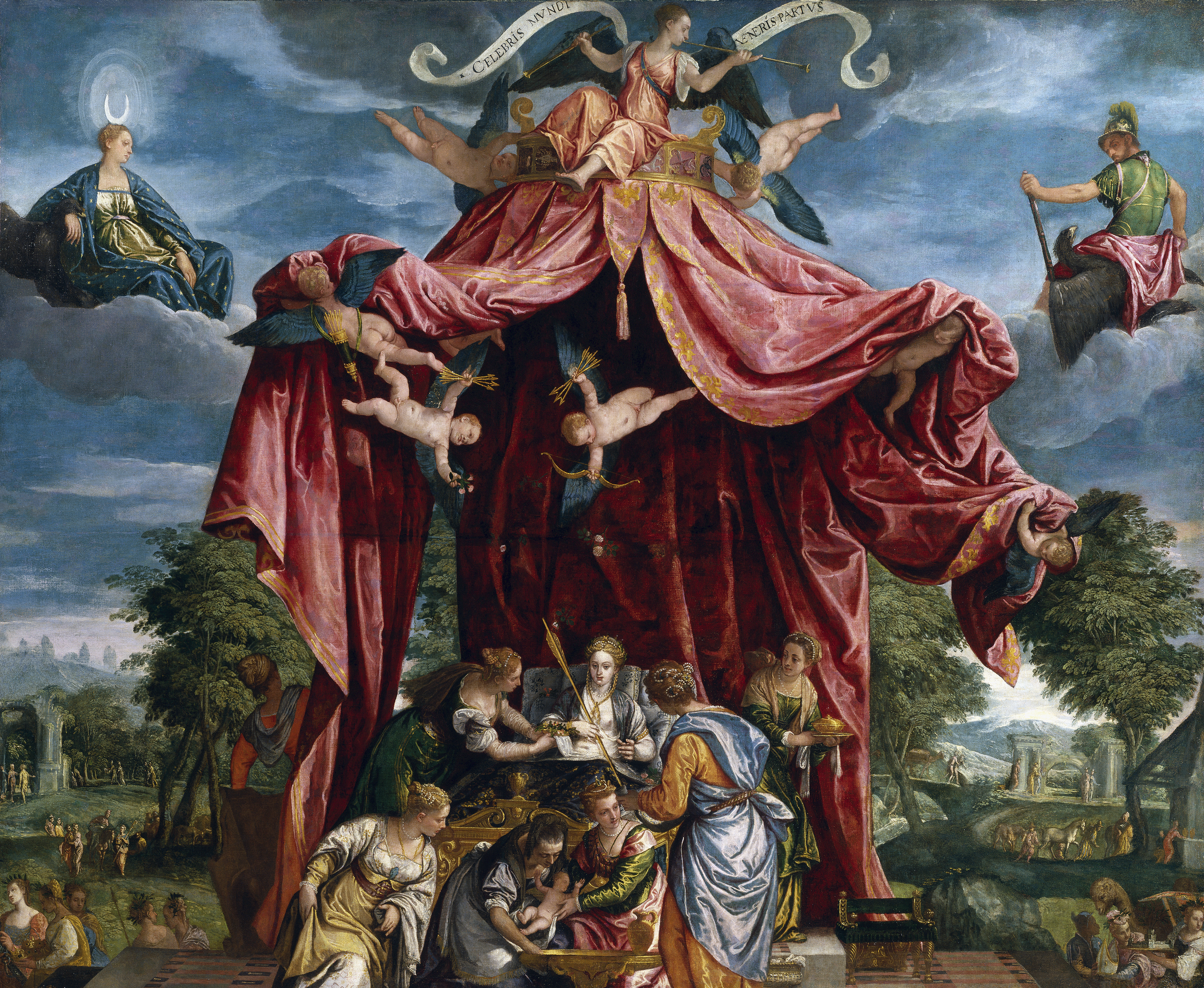
Alegoría del Nacimiento del infante Fernando, representado por un recién nacido rodeado por siete alegorías femeninas, las Virtudes Cardinales y Teologales, frente a la cama donde reposa y también asisten a su madre, en un esquema basado en las representaciones religiosas de los nacimientos de la Virgen y San Juan Bautista. Están enmarcados por una gran tienda con siete putti sosteniendo abiertos los cortinajes, y sobre la que descansa la Fama tocando la trompeta y sosteniendo una filacteria donde se lee "Celebris veneris partus mundi"; a los lados, en las nubes, la diosa romana Diana, protectora de los partos, y el dios Marte con un águila.

Sin embargo, Fernando había fallecido a la edad de seis años, en 1578 en Galapagar, de disentería, convirtiéndose en el nuevo príncipe de Asturias su hermano Diego.

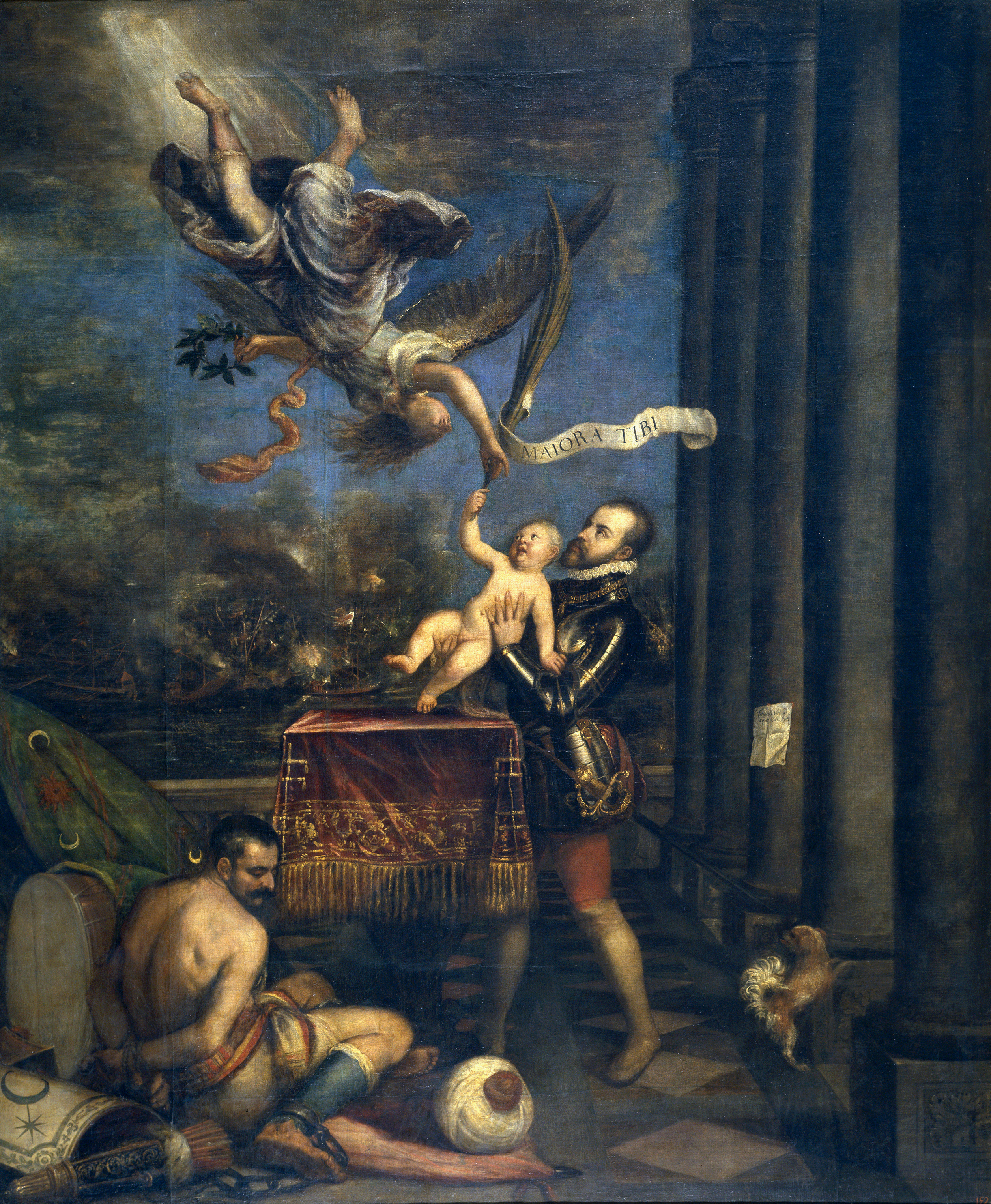
La ofrenda de Felipe II de su hijo Fernando a la Victoria, por Tiziano, 1572–75. La victoria cristiana sobre los turcos en la batalla de Lepanto en 1571 y el nacimiento de Fernando después fueron vistos como signos del favor de Dios.

| Predecesor: Carlos de Austria | Príncipe de Asturias 1573–1578 | Sucesor: Diego de Austria |